# Viola kozo-poljanskii
Viola kozo-poljanskii är en violväxtart som beskrevs av Grosset. Viola kozo-poljanskii ingår i släktet violer, och familjen violväxter. Inga underarter finns listade i Catalogue of Life.